# なまえ (片平里菜の曲)
「なまえ」は、片平里菜の8枚目のシングルである。2017年3月1日にポニーキャニオンから発売された。

## 解説
前作「結露」から11か月ぶりとなるシングル。表題曲は家族をテーマに制作されたミドルバラードで、2番には「古里に咲く菜の花」という歌詞があり、片平の「里菜」という名前の由来も明かされている。また同曲は映画「パパのお弁当は世界一」の主題歌に起用されているが、同映画の主役は渡辺俊美（TOKYO NO.1 SOUL SET）と武田玲奈が務めており、主演と主題歌を全て福島県出身者が担当することになる。カップリング曲の「ラブソング」はホールツアーに帯同する伊澤一葉・戸高賢史・須藤優・玉田豊夢といったミュージシャンとともにレコーディングされた骨太なロックナンバー。さらに「とり」もカップリング曲として収録される。
発売形態は初回限定盤、通常盤の2種類。初回限定盤はDVD付きとなっており、2ndアルバム「最高の仕打ち」収録曲の「Party」および前作「結露」のMV、さらにタイアップ先にちなんで片平が初めて弁当作りに挑戦する様子を収めた映像などが収録されている。通常盤はCDのみではあるが、初回限定盤と比較して「最高の仕打ち」収録曲である「Love takes time」のライブ音源が加えられた。
表題曲のMVが制作されており、一部に幼少期の片平自身が映ったホームビデオの映像が使用されている。

## 収録曲
1. なまえ （5:25）
  - 作詞・作曲：片平里菜 / 編曲：皆川真人
  - 映画「パパのお弁当は世界一」主題歌
2. ラブソング （3:45）
  - 作詞・作曲：片平里菜 / 編曲：玉田豊夢・須藤優・戸高賢史・片平里菜
3. とり （4:11）
  - 作詞・作曲：片平里菜
4. Love takes time(2016.06.19@名古屋ダイアモンドホール) （7:15）
  - 作詞・作曲：片平里菜
  - 通常盤のみの収録

### 初回限定盤DVD
1. 里菜のお弁当は世界一 -Special Movie-
2. Party -Music Video-
3. 結露 -Music Video-
4. ラブソング -Recording Document-